# Kiyokumo Eijun
Kiyokumo Eijun (清雲 栄純 (Thanh-Vân Vinh-Thuần)), sinh ngày 11 tháng 9 năm 1950, là một cầu thủ bóng đá người Nhật Bản.

## Đội tuyển bóng đá quốc gia Nhật Bản
Kiyokumo Eijun thi đấu cho đội tuyển bóng đá quốc gia Nhật Bản từ năm 1974 đến 1980.

## Thống kê sự nghiệp
| Đội tuyển bóng đá Nhật Bản | Đội tuyển bóng đá Nhật Bản | Đội tuyển bóng đá Nhật Bản |
| Năm                        | Trận                       | Bàn                        |
| -------------------------- | -------------------------- | -------------------------- |
| 1974                       | 1                          | 0                          |
| 1975                       | 13                         | 0                          |
| 1976                       | 9                          | 0                          |
| 1977                       | 5                          | 0                          |
| 1978                       | 0                          | 0                          |
| 1979                       | 9                          | 0                          |
| 1980                       | 5                          | 0                          |
| Tổng cộng                  | 42                         | 0                          |